# Andrew Neilson
Andrew Neilson –conocido como Drew Neilson– (Vernon, 15 de junio de 1974) es un deportista canadiense que compitió en snowboard. Ganó una medalla de bronce en el Campeonato Mundial de Snowboard de 2003, en la prueba de campo a través.

## Medallero internacional
| Campeonato Mundial | Campeonato Mundial    | Campeonato Mundial | Campeonato Mundial |
| Año                | Lugar                 | Medalla            | Competición        |
| ------------------ | --------------------- | ------------------ | ------------------ |
| 2003               | Kreischberg (Austria) | Medalla de bronce  | Campo a través     |